# Intégration de système
Pour les articles homonymes, voir intégration.
 (mars 2023).
Si vous disposez d'ouvrages ou d'articles de référence ou si vous connaissez des sites web de qualité traitant du thème abordé ici, merci de compléter l'article en donnant les références utiles à sa vérifiabilité et en les liant à la section « Notes et références ».
En informatique, l'intégration de système consiste à réunir au sein d'un même système d'information, des parties développées de façon séparées.
Elle comprend les activités suivantes :
- architecture et urbanisation des systèmes d'informations (conception, choix techniques...) ;
- développement d'applications / ingénierie logicielle ;
- mise en place de progiciels de gestion intégrés (PGI / ERP) ;
- solutions de communication entre divers systèmes informatiques hétérogènes ;
- vente de licences de logiciels ;
- assistance technique.

Il s'agit de proposer un ensemble de services spécifiques pour les entreprises à partir de leur réseau informatique.